# Liga de Amas de Casa
La Liga de Amas de Casa, Consumidores y Usuarios es una asociación civil argentina fundada en 1957 con el fin de desarrollar acciones tendientes a educar, informar y generar herramientas para proteger a los consumidores. Para ello establece distintos acuerdos y convenios, tanto con empresas privadas como entidades gubernamentales nacionales, provinciales y municipales.
En 1957, sus primeras integrantes fueron invitadas por el ministro de Comercio a integrar la Junta Nacional de Precios y Abastecimientos y una lista de inspectoras de precios. En 1958, bajo la dirección de Elena Zara de Decurgez y con la participación de decenas de mujeres comprometidas con la causa, entre ellas, la relacionista pública, Teresa Giusto, la Liga participó de la reglamentación de la Ley de Personal Doméstico. A lo largo de la década de 1960 y 1970, realizó campañas de acción social y capacitación e incluso, integró la Comisión de Enlace por Naciones Unidas. En 1984 creó la primera Escuela del Consumidor en el Teatro General San Martín, inaugurada por el ministro de Economía, Bernardo Grinspun. Un año después, la asociación presentó el proyecto de Defensa del Consumidor al Consejo Deliberante y fundó el Club de Jóvenes Consumidores.
Hacia el final del mandato de Raúl Alfonsín, en un contexto de ola de saqueos e hiperinflación, la Liga de Amas de Casa llevó a cabo la «Campaña Nacional Contra la Hiperinflación». Una de sus presidentes más destacadas fue Lita de Lázzari, quien permaneció en ese rol desde 1981 a 2004.